# Orlando Vargas
Pour plus de détails, voir Fiche technique et Distribution.
Orlando Vargas est un film de Juan Pittaluga sorti en 2005.
C'est une coproduction franco-uruguayenne, sur le thème de la disparition et de l'absence qui a été présentée en sélection officielle au Festival de Cannes à la Semaine de la critique en 2005.

## Fiche technique
- Durée : 78 minutes
- Lieu de tournage: Uruguay
- Producteurs : Paulo Branco, Mirtha Molina
- Scénario, réalisation : Juan Pittaluga

## Distribution
- Aurélien Recoing, Orlando Vargas
- Elina Löwensohn, Alice
- Héctor Guido, Passos
- Rosa Simonelli
- Ernesto Liotti
- Eduardo Amaro